# Leslie Cliff (łyżwiarz figurowy)
Leslie Howard Talbot Cliff (ur. 5 czerwca 1908 w Naas, zm. 2 sierpnia 1969 w Saint Brelade) – brytyjski łyżwiarz figurowy, startujący w parach sportowych z żoną Violet Cliff. Uczestnik igrzysk olimpijskich (1936), dwukrotny brązowy medalista mistrzostw świata (1936, 1937), wicemistrz Europy (1936).
Zarówno Leslie Cliff, jak i jej jego żona Violet mieli licencje pilotów, zajęli trzecie miejsce w King’s Cup Air Race 1938. 2 września 1939 roku mieli wystartować w zawodach Miles Hawk organizowanych przez łyżwiarkę figurową Cecilię Colledge, ale przeszkodził im w tym wybuch II wojny światowej.
Przez całą II wojnę światową służył w Royal Air Force (RAF) i uzyskał stopień dowódcy eskadry, dzięki czemu został odznaczony Krzyżem Sił Powietrznych.

## Osiągnięcia
Z Violet Cliff
| Igrzyska olimpijskie |   |  |   | 7 |   |   |   |
| Mistrzostwa świata   |   |  |   | 3 | 3 | 4 | 5 |
| Mistrzostwa Europy   | 4 |  | 7 | 2 | 4 |   |   |